# Eiger (Zwitserland)

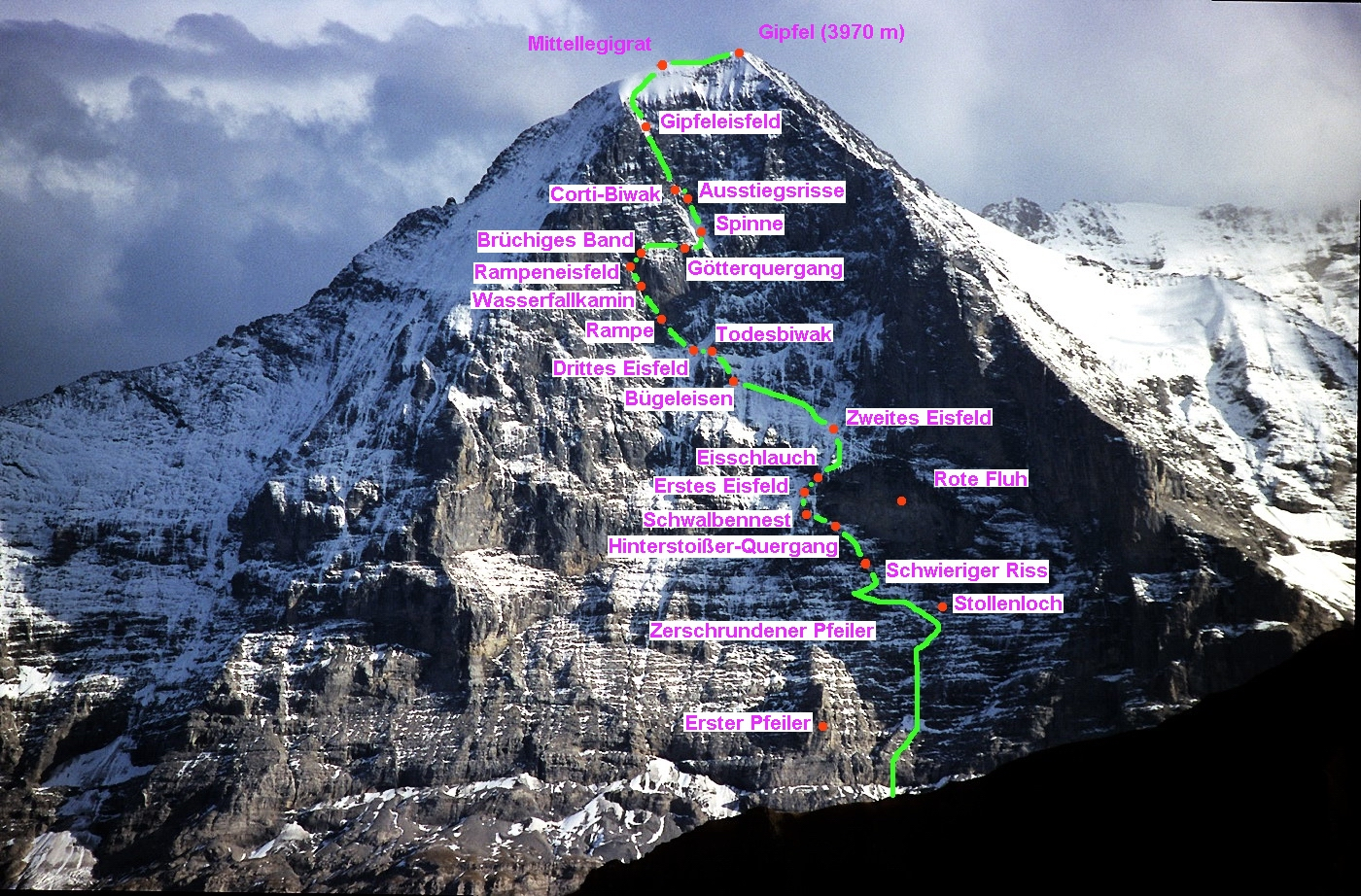
de Heckmair route

De Eiger is een 3970 m hoge berg in Zwitserland, in het gebied van het Berner Oberland. De Eiger is voor het eerst in 1858 door Charles Barrington, Christian Almer en hun metgezellen beklommen over de westflank. De Eiger is weliswaar geen vierduizender, zoals de nabijgelegen Jungfrau en Mönch, maar hij geldt wel als de moeilijkste om te beklimmen. Zijn steile noordwand is een klassieke uitdaging.
De eerste geslaagde beklimming aan de noordkant van de berg werd uitgevoerd door Hans Lauper en Alfred Zürcher met hun Walliser berggidsen op 20 augustus 1932. Dit is de meest oostelijke route op/voor de rand van de oostelijke rug van de Eiger. Deze route staat bekend als de Lauper-route.
Op 24 juni 1938 beklom Anderl Heckmair als eerste met Heinrich Harrer, Fritz Kasparek en Ludwig Vörg deze beruchte Eiger-noordwand met succes, die gold als een van de laatste problemen in de Alpen. Twee van hen beschikten over stijgijzers met punten aan de voorkant, voor die tijd een nieuwigheid in de klimuitrusting. De als heldhaftig afgeschilderde beklimming, door een onderweg gesloten gelegenheidscoalitie van een Duits en een Oostenrijks duo kort na de Anschluss van Oostenrijk bij Duitsland, werd door de nazi's uitgebuit voor propaganda. Hierdoor werd het ook een politiek beladen sportieve prestatie. Overigens zou een van hen later in de Tweede Wereldoorlog sneuvelen als militair bij de Gebirgsjäger, die voor speciale opdrachten ook werden ingezet aan het oostfront. De Heickmair-route begint en loopt grotendeels over het midden van de noordwand. De bovenste ca. 10% van deze route is gelijk aan de Lauper-route.
De bijnaam van de noordwand werd de Mordwand, vanwege het grote aantal omgekomen klimmers. De mislukte en herhaaldelijk na dramatische en fatale ongevallen afgebroken pogingen in de jaren dertig van de 20e eeuw bezorgden de wand een sinistere reputatie, die door sommige vermetele klimmers niet als afschrikwekkend maar juist als een uitdaging werd gezien. Ten tijde van die eerste geslaagde beklimming in 1938 waren naar aanleiding van ongevallen in de voorgaande zomer verdere pogingen zelfs nog door de autoriteiten verboden.
In de jaren jaren zestig werd er veel meer hulpmateriaal ingezet, zodat klimmen met behulp van bijvoorbeeld rotshaken over moeilijkere trajecten mogelijk werd en daarna ook sneller. De eerst winterbeklimming werd uitgevoerd in maart 1961. De eerste man die alleen de top bereikte was de Zwitserse berggids Michel Darbellay op 3 augustus. Hij was al een dag eerder vertrokken. Ze gebruiken de Heickmair-route.
De eerste route die tot aan de top over de noordwand loopt is de John-Harlin-Direttissima. Op 23 maart 1966 beklimmen twee teams onafhankelijk, maar wel in elkaars nabijheid, de noordwand in de kortst mogelijke weg (Direttissima is Italiaans voor kortste verbinding). Het is nog winter om de verwachte steenslag bij dooi te 'ontlopen'. Door een defecte veiligheidslijn stort de Amerikaan John Harlin, die veel hulpmateriaal bij zich had, in de dood. Samen bereiken het Duitse en het Engels/Amerikaanse team op 25 maart de top.
De klim is gevaarlijk vanwege vallende stenen en ijsafzetting. De drie ijsvelden, waar de klimmers overheen moeten, zijn gevaarlijk vanwege vallende stenen.
In 1971 beklommen Vincent Dewaele en Renaat Van Malderen als eerste Belgen de noordwand. In 1969 had deze laatste al samen met Tony Peeters als eerste Belgisch team de Walkerpijler op de Grandes Jorasses beklommen. In 1977 beklommen Ronald Naar en Bas Gresnigt als eerste Nederlanders de noordwand. Sindsdien is de bergwand door meer Nederlanders beklommen, onder andere door Gertjan van Leersum, Johan Taks, Gerard van Sprang, Cas van der Gevel, Wilco van Rooijen, Niels van Veen, Maikel van Sundert, Roeland van Oss, Marianne van der Steen, Dennis van Hoek, Line van den Berg, Bas Visscher en Danny Schoch.
Ook zijn er over de duizelingwekkend steile pijlers moderne rotsklimroutes geopend. Michel Piola en Gerard Hopfgartner klommen in 1979 De Geneefse route. Deze route werd door Piola gewaardeerd op ED-A3. In 1988 werd deze route voor de derde maal herhaald door het Nederlandse klimduo van der Werff en Zikel.
Op 13 juli 2006 stortte rond acht uur 's avonds 500.000 kubieke meter rotsblokken naar beneden op de Untere Grindelwaldgletscher, waardoor er urenlang een grote stofwolk hing boven de gemeente Grindelwald. De oorzaak ligt mogelijkerwijs in het binnendringen van smeltwater in de rotsen alsook wellicht in de toegenomen instabiliteit vanwege de door de opwarming van de Aarde veroorzaakte inkrimping van de aanwezige gletsjer.
Op 13 februari 2008 vestigde Ueli Steck het snelheidsrecord op de beklimming van de noordwand van de Eiger, hij klom de Heckmair-route in 2:47:33 uur.
Dit record werd gebroken door Daniel ("Dani") Arnold op 20 april 2011. Eveneens via de Heckmair-route beklom hij de Eiger noordwand in 2:28. Helemaal vergelijkbaar is de prestatie echter niet, daar Arnold later op het seizoen klom en op de Hinterstoisser Traverse de vaste touwen gebruikte.
Op 16 november 2015 heroverde Ueli Steck het snelheidsrecord door solo in 2:23 uur de wand via de Heckmair-route te beklimmen, vijf minuten sneller dan Arnold.

## Films
- In 1975 regisseerde en speelde Clint Eastwood in de film The Eiger Sanction waarin de Eiger als decor stond. De film gaat over een kunstprofessor en -verzamelaar, die fungeert als een professionele huurmoordenaar, die wordt gedwongen de moord op een oude vriend te wreken. Hiervoor moet hij de Eiger beklimmen.
- In 2007 werd de documentaire The Beckoning Silence uitgebracht, gebaseerd op het gelijknamige boek. Joe Simpson ging in deze documentaire terug naar de Eiger en volgde de route die Anderl Heckmair en zijn drie maten in 1938 hadden genomen in hun poging de top van de Eiger te bereiken via de noordwand.
- Over een beklimming van de noordwand verscheen in 2008 de Duitstalige film Nordwand. De film werd geregisseerd door Philipp Stölzl en de hoofdrollen werden gespeeld door Benno Fürmann, Florian Lukas en Johanna Wokalek. De film ging in juni 2010 in Nederland in première.
- De IMAX-film The Alps gaat over het beklimmen van de noordwand van de Eiger door John Harlin III. Deze film was onder andere in Nederland in het Haagse Omniversum te zien.